# Без трёх минут ровно
«Без трёх минут ровно» — советский художественный фильм режиссёра Генриха Габая.

## Сюжет
Узнав, что рыболовецкий траулер терпит бедствие, подростки прерывают турпоход и спешат через леса и болота сообщить о тревожном сигнале.

## В ролях
- Игорь Ясулович — Сан Саныч, учитель географии
- Владимир Цыбульский — Ромео
- Оксана Португалова — Джульетта
- Ира Савина — Оля Безик
- Владимир Баршай — Стасик Луневич
- Людмила Мовсесян — Гаяна Тер-Григорян
- Василий Елецкий — Валера Минаев
- Алексей Андреев — Женя Ильченко
- Алексей Горячев — Кирилл Антошкин
- Виктор Ржевский — Рустам Шарахутдинов
- Валерий Козинец — Степан
- Ирина Мурзаева — бабка на хуторе
- Николай Парфёнов — Гордеев
- Валентин Брылеев — пастух

## Съёмочная группа
- Сценаристы: Семен Лунгин, Илья Нусинов
- Режиссёр-постановщик: Генрих Габай
- Оператор-постановщик: Александр Рябов
- Композитор: Алексей Рыбников
- Художник по костюмам: Анна Мартинсон

## Песни
В фильме звучат песни композитора Алексея Рыбникова на слова Юрия Энтина:
- «Походная»
- «Ночка чёрная-пречёрная»
- «Себя забудь»